# Ofsted
Das Office for Standards in Education, Children’s Services and Skills (Ofsted) (Amt für Standards in Bildung, Kinderbetreuung und Kompetenzen) ist eine Behörde unter dem Bildungsministerium des Vereinigten Königreichs, die aber dem Parlament unterstellt ist.
Ofsted ist für die Inspektion von Bildungseinrichtungen zuständig, staatlichen Schulen wie Independent Schools. Das Amt überprüft auch Kinderbetreuungs-, Adoptions- und Pflegeeinrichtungen sowie die Lehrerausbildung und regelt eine Reihe von Diensten für die frühkindliche und soziale Betreuung von Kindern.
Der Chefinspektor (HMCI = His Majesty’s Chief Inspector) wird durch eine Order in Council direkt unter der Krone ernannt. His Majesty´s Inspectorate (HMI) darf Regierung und Parlament in politischen Angelegenheiten unabhängig beraten und dem Parlament einen Jahresbericht über die Qualität der Bildung in England erstatten. Seit 2017 ist Amanda Spielman die CI von Ofsted.
Ofsted deckt nur England ab; das Education and Training Inspectorate (ETI) in Nordirland, Education Scotland (vormals His Majesty’s Inspectorate of Education) in Schottland und Estyn in Wales erfüllen ähnliche Funktionen.
Umgangssprachlich werden auch die Berichte als Ofsted bezeichnet.

## Geschichte
His Majesty's Inspectorate (HMI) hat seit dem Ecucation Act 1902 als nationale Behörde die Aufgabe, über die Local Education Authorities (Lokale Bildungsbehörden, LEA) alle staatsfinanzierten Elementar- und Sekundarschulen zu kontrollieren. Traditionell genossen aber alle Schulen große Freiheiten.
Unter Premier John Major sollte die große Macht der noch ca. 150  LEA beschnitten werden, indem ein nationales Inspektionssystem als Office for Standards in Education (Ofsted) eingeführt wurde. Gemäß dem Education Act 1992 sollte HMI nun die Inspektion jeder staatlich finanzierten Schule des Landes überwachen und die Berichte für die Schulen, Eltern und die Regierung veröffentlichen. Dazu mussten einheitliche Bildungsstandards für die Fächer und Stufen festgelegt werden.
2001 wurde HMI auch zuständig für die Registrierung und Kontrolle von Kindertagesstätten und Tagesmüttern in England, im Namen wurde Ofsted entsprechend erweitert.
Seit 2006 hat Ofsted Elemente der Wirtschaft übernommen: mit einem Vorsitzenden, einem Exekutivausschuss, regional zuständigen Beamten und einem formellen Jahresbericht an das Parlament. 2007 fusionierte das Ofsted mit dem Adult Learning Inspectorate (ALI), um alle staatlich finanzierten Bildungseinrichtungen auch nach dem 16. Lebensjahr der Schüler zu kontrollieren. Auch wurde das Amt zuständig für die Registrierung und Kontrolle von Sozialfürsorgediensten für Kinder und die Wohlfahrtsinspektion unabhängiger Internate.

## Maßnahmen
Nach einer Schulinspektion veröffentlicht Ofsted online einen Bericht über die Schule mit Kommentaren zu ausgewählten Bereichen und einer Bewertung auf einer 4-Punkte-Skala: 1 (hervorragend), 2 (gut), 3 (befriedigend) und 4 (mangelhaft). Schulen mit einer hervorragenden oder guten Note werden fünf Jahre lang nicht erneut inspiziert, während weniger positiv bewertete Schulen häufiger an die Reihe kommen.
Eine Schule erhält Sondermaßnahmen, wenn sie in einem oder mehreren Bereichen als „mangelhaft“ (Klasse 4) beurteilt wird und die Inspektoren entschieden haben, dass ohne zusätzliche Hilfe keine Besserung kommen wird. Schulen mit Sondermaßnahmen erhalten Hilfen durch die lokalen Behörden, zusätzliche Mittel und Ressourcen und so lange eine Inspektion durch Ofsted, bis sie nicht mehr als mangelhaft gelten. Darüber hinaus können die Schulleiter und Lehrer durch ein Interim Executive Board (IEB) ersetzt werden.  